# Saint-Amour-Bellevue
Saint-Amour-Bellevue – miejscowość i gmina we Francji, w regionie Burgundia-Franche-Comté, w departamencie Saona i Loara.
Według danych na rok 1990 gminę zamieszkiwały 492 osoby, a gęstość zaludnienia wynosiła 97 osób/km² (wśród 2044 gmin Burgundii Saint-Amour-Bellevue plasuje się na 466. miejscu pod względem liczby ludności, natomiast pod względem powierzchni na miejscu 1232.).

## Współpraca
Miejscowość partnerska:
- Durbuy, Belgia